# Ньяреа
Ньяреа (порт. Nharea) — муниципалитет в Анголе, входящий в провинцию Бие. Население составляет 43 374 человек на 2006 год. Занимает площадь 7560 км2. Плотность населения — 5,7 чел./км2. Крупнейший город — Ньяреа с населением 9735 человек. 